# Pimpla madecassa
Pimpla madecassa är en stekelart som först beskrevs av Henri Saussure 1892.  Pimpla madecassa ingår i släktet Pimpla och familjen brokparasitsteklar. Inga underarter finns listade i Catalogue of Life.